# Opus III (svensk musikgrupp)
Opus III var en svensk musikgrupp.
Opus III bestod av Janne Schaffer (gitarr, sång), Björn Stolt (bas) och Ola Brunkert (trummor). Schaffer hade tidigare spelat med Brunkert i bandet Grapes of Wrath, och dessförinnan hade Brunkert spelat med Stolt i Science Poption. Opus III spelade på den första Gärdesfesten 1970 och spelade samma år in albumet Opus III & Friends (Sonet SLP-2508), vilket innehåller långa jazzbetonade instrumentala stycken med vissa progressiva vokala inslag. De vänner som nämns i albumets titel var gästvokalisterna Björn Skifs, Ted Åström, Janne Önnerud, Bruno Wintzell och producenten Claes af Geijerstam, vilka framträdde under pseudonymer. På albumet medverkade också Björn J:son Lindh och Johannes Olsson, den sistnämnde från Ola and the Janglers.